# 4
El año 4 (IV) fue un año común comenzado en miércoles o un año bisiesto comenzado en martes (las fuentes difieren) según el calendario juliano, y un año bisiesto comenzado en martes del calendario juliano proléptico, en vigor en aquella fecha. En el Imperio romano, era conocido como el Año del consulado de  Cato y Saturninus (o menos frecuentemente, año 757 Ab urbe condita). La denominación 4 para este año ha sido usado desde principios del período medieval, cuando la era A. D. se convirtió en el método prevalente en Europa para nombrar a los años.

## Acontecimientos

### Asia
- Namhae Chachaung sucede a Bak Hyeokgeose como rey del reino coreano de Silla (Corea).
- El Emperador Ping de Han se casa con la Emperatriz Wang (Ping), hija de Wang Mang, cimentando su influencia.
- A Wang Mang se le confiere el título de "Duque Superior".

### Germania
- Comienza la tercera guerra, culminaría en el 16.

### Imperio romano
- Tiberio es nombrado heredero de Augusto.
- Tiberio adopta a Germánico.
- Sexto Elio Cato y Cayo Sencio Saturnino son nombrados cónsules.
- La Lex Aelia Sentia regula la manumisión de esclavos.
- Un pacto de no agresión y amistad es firmado entre Roma, representada por Tiberio, y la tribu germana de los Queruscos, representados por su rey Segimer. Arminio y Flavio, hijos de Segimer, son incluidos en el ejército romano como líderes de las tropas auxiliares.
- Julia la Mayor regresa del exilio y se instala en Rhegium en desgracia.
- Augusto perdona a Gneo Cornelio Cinna Magno, junto con Emilia Lépida, hija de Marco Emilio Lépido, por estar involucrados en una conspiración contra el Emperador.
- Marco Plaucio Silvano es nombrado procónsul de Asia.
- Se decreta una ley que permite castigar a los esclavos por medio de la tortura y de marcarles la cara con un hierro caliente.
- Se decreta una ley en contra del adulterio y del abandono de los niños.

### Medio Oriente
- En Partia, culmina el reinado de Fraataces y de la reina Musa, ambos de la dinastía de los Arsácidas; ambos fueron asesinados. Les sucede Orodes III.
- Nace Jesús en Belén. Figura central del cristianismo, para la mayoría de los cristianos es el Hijo de Dios. Se considera que la era cristiana comienza el año de su nacimiento, pero en la actualidad se calcula un error de cuatro a ocho años.[1]

## Arte y Literatura
- Nicolás de Damasco escribe el volumen 14 de su Historia del mundo.

## Nacimientos
- Lucius Junius Moderatus, "Columela", escritor romano (f. 70).
- Daemusin de Goguryeo, rey koguryŏ (f. 44).

## Fallecimientos
- Ariobarzanes II, rey medo (n. 40 a. C.).
- Artavasdas IV, rey armenio (n. 20 a. C.).
- Cayo Asinio Polión, orador, poeta, historiador y político romano (n. 75 a. C.).
- Cayo César, noble romano (n. 20 a. C.).
- Fraataces, rey parto entre 2 a. C. y 4.
- Hyeokgeose de Silla, primer regente coreano (n. 69 a. C.).
- Terencia, personalidad romana (n. 98 a. C.).